# NGC 5056
NGC 5056 ist eine 13,0 mag helle Spiralgalaxie mit aktivem Galaxienkern vom Hubble-Typ Sc im Sternbild Haar der Berenike am Nordsternhimmel. Sie ist schätzungsweise 251 Millionen Lichtjahre von der Milchstraße entfernt und hat einen Durchmesser von etwa 135.000 Lichtjahren. 

Im selben Himmelsareal befinden sich u. a. die Galaxien NGC 5041, NGC 5057, NGC 5065, NGC 5074.
Das Objekt wurde am 13. März 1785 vom deutsch-britischen Astronomen Wilhelm Herschel mit einem 18,7-Zoll-Spiegelteleskop entdeckt, der dabei „Two. The preceding vF, vS. The following 7′ or 8′ N.f. the first, vF, vS“ notierte. Die Erstgenannte ist NGC 5056, die zweite Galaxie ist NGC 5057. 